# Toninho (futebolista)
Antônio Benedito da Silva (Campinas, 23 de março de 1965), mais conhecido como Toninho, é um ex-futebolista brasileiro que atuava como meio-campista.
É irmão mais velho do também futebolista Sonny Anderson e filho do futebolista Da Silva, que atuou na década de 1960.

## Carreira
Foi convidado pelo treinador Cilinho, amigo de seu pai, para atuar no XV de Jaú, em 1982. Efetivado no time principal em 1983, se estabeleceu no Campeonato Paulista do ano seguinte, onde marcou 12 gols.
Fez muito sucesso jogando pela Portuguesa, onde permaneceu entre 1984 e 1989.
O ápice de sua carreira, possivelmente, aconteceu em 1989, quando atuou com a camisa da Seleção Brasileira.
Em seguida, teve passagens discretas pelo Guarani, Flamengo e Vasco da Gama.
Em 1991, foi contratado pelo futebol Tokyo Verdy. Posteriormente também atuou no Shimizu S-Pulse e tornou-se muito conhecido no futebol japonês.